# Walery Jaworski
Walery Jan Jaworski (ur. 20 marca 1849 we Florynce, zm. 17 lipca 1924 w Krakowie) – lekarz, profesor, jeden z pionierów polskiej gastrologii.

## Życiorys
Urodził się w rodzinie księdza greckokatolickiego. Uczył się w szkole w Sanoku. W 1868 ukończył gimnazjum w Przemyślu. W latach 1868–1871 studiował na Akademii Technicznej we Lwowie. Uzyskał uprawnienia nauczyciela nauk przyrodniczych. Po przeniesieniu się do Krakowa podjął studia na Wydziale Filozoficznym UJ, gdzie do 1873 uczył się chemii, fizyki i matematyki. W 1874 podjął studia na Wydziale Lekarskim UJ, które ukończył w 1879. Przez kilka lat był profesorem chemii w szkole realnej w Krakowie. Dyplom doktora wszech nauk lekarskich otrzymał rok później. Kształcił się w później w Erlangen pod kierunkiem dr. Laube. Habilitował się w 1883, a sześć lat później otrzymał profesurę nadzwyczajną przy klinice prof. Edwarda Korczyńskiego. Profesurę zwyczajną otrzymał w 1895. Był jednym z pionierów radiologii w Polsce. W 1896 r. zorganizował i kierował pierwszą w Krakowie uniwersytecką pracownią rentgenowską. Wykonał pierwsze na świecie badania radiologiczne żołądka ze środkiem kontrastującym (był to dwutlenek węgla). W 1906 Jaworski pełnił funkcję kierownika Katedry Chorób Wewnętrznych oraz dyrektora Kliniki Lekarskiej (zostając następcą zmarłego prof. Korczyńskiego), na których to stanowiskach pozostał do roku 1919, kiedy zrezygnował z kierowania kliniką. Członek Komitetu Obywatelskiego Polskiego Skarbu Wojskowego w sierpniu 1914. W 1920 przeszedł na emeryturę. W uznaniu zasług dla rozwoju medycyny i nauki w Polsce otrzymał w 1921 roku tytuł honorowego profesora UJ. 
Zajmował się kwestiami trawienia, mechanizmem i chemizmem czynności żołądka. W opublikowanej w 1899 książce Podręcznik chorób żołądka opisał bakterie Helicobacter pylori (nazwane przez niego Vibrio rugula) i zasugerował, że mogą one powodować choroby układu trawienia. Ponieważ książka ukazała się tylko w języku polskim, a Jaworskiemu nie udało się wyhodować tych bakterii w warunkach laboratoryjnych, jego odkrycie przeszło bez echa.
Za ich ponowne odkrycie i potwierdzenie tej tezy w 2005 Robin Warren i Barry Marshall zostali uhonorowani Nagrodą Nobla.
W 1900 założył w Krakowie pierwsze w Polsce muzeum historii medycyny.
Został pochowany na cmentarzu Rakowickim w Krakowie.
Nazwisko Jaworskiego upamiętnia eponim – objaw Jaworskiego, który ma znaczenie w rozpoznaniu zapalenia wyrostka robaczkowego